# Ian Halperin
Ian Halperin (* 17. August 1964 in Montreal) ist ein kanadischer Autor, Journalist, Dokumentarfilm-Regisseur und Filmproduzent.

## Leben
Halperin wurde 1964 als Kind des aus Russland stammenden Max Halperin und dessen Frau Miriam Halperin geboren. Er hat eine ältere Schwester und einen jüngeren Bruder.
Halperin ist Autor und Co-Autor mehrerer Bücher. Er schrieb unter anderem das Buch Céline Dion: Behind the Fairytale, Fire and Rain: The James Taylor Story und das Buch Hollywood Undercover. Gemeinsam mit Max Wallace schrieb er das Buch Who Killed Kurt Cobain? und Love and Death: The Murder of Kurt Cobain. Halperin ist als Journalist für die Fernsehsendung 60 Minutes II tätig. 60 Minutes II ist ein investigatives US-amerikanisches Nachrichtenmagazin, das seit 1968 vom Fernseh-Sender CBS News ausgestrahlt wird. Als Korrespondent arbeitet er für den Fernsehsender Court TV.
Ende 2008 berichteten die Zeitungen The Sun und In Touch Weekly unter Berufung auf Halperin als Informationsquelle, dass Michael Jackson massive Gesundheitsprobleme habe.
Halperin lebt in Montreal. Seit dem Jahr 1998 ist er mit Jennifer Walker verheiratet.

## Werke (Auswahl)
- Ian Halperin: Céline Dion: Behind The Fairytale - A Very, Very, Unauthorized Biography. Boca Pub Group 1997, ISBN 978-0-9659583-0-1
- Ian Halperin, Max Wallace: Who Killed Kurt Cobain? The Mysterious Death of an Icon. Citadel 1998, ISBN 978-1-55972-446-3
- Ian Halperin: Shut Up and Smile: Supermodels, the Dark Side. OGO Books 1999, ISBN 978-0-9684804-0-3
- Ian Halperin: Fire and Rain : The James Taylor Story. Citadel 2000, ISBN 978-1-55972-533-0
- Ian Halperin: Best Ceos: How the Wild, Wild Web Was Won. OGO Books 2000, ISBN 978-0-9684804-3-4
- Ian Halperin: Bad And Beautiful: Inside the Dazzling And Deadly World of Supermodels. Citadel : 2002, ISBN 978-0-8065-2310-1
- Ian Halperin: Miss Supermodel America. OGO Books 2004, ISBN 978-0-9684804-8-9
- Ian Halperin, Max Wallace: Love & Death: The Murder of Kurt Cobain. Atria 2004, ISBN 978-0-7434-8483-1
- Ian Halperin: Hollywood Undercover: Revealing the Sordid Secrets of Tinseltown. Mainstream Publishing, Edinburgh 2008, ISBN 978-1-84596-266-1
- Ian Halperin: Unmasked: The Final Years of Michael Jackson. Simon Spotlight Entertainment 2009, ISBN 978-1-4391-7717-4
- Ian Halperin: Brangelina: The Untold Story of Brad Pitt and Angelina Jolie. Transit Publishing 2009, ISBN 978-0-9812396-6-8
- Ian Halperin: Guy Laliberte: The Fabulous Story of the Creator of Cirque du Soleil. Transit Publishing 2009, ISBN 978-1-926745-15-2
- Ian Halperin: The Governator: From Muscle Beach to His Quest For the White House, the Improbable Rise of Arnold Schwarzenegger. HarperCollins Publishers 2010, ISBN 978-0-06-199004-5
- Ian Halperin: Whitney and Bobbi Kristina. Gallery Books 2015, ISBN 978-1-5011-2074-9

## Filmografie (Auswahl)
Regie
- 2005: The Cobain Case (Dokumentarfilm)
- 2008: His Highness Hollywood (Dokumentarfilm)
- 2010: Gone Too Soon (Dokumentarfilm)
- 2012: Chasing Gaga (Dokumentarfilm)